# Heinz Reinhold
Heinz Reinhold (* 27. September 1910 in Eythra, Sachsen; † 15. November 2012 in Berlin) war ein deutscher Anglist und Hochschullehrer.

## Leben

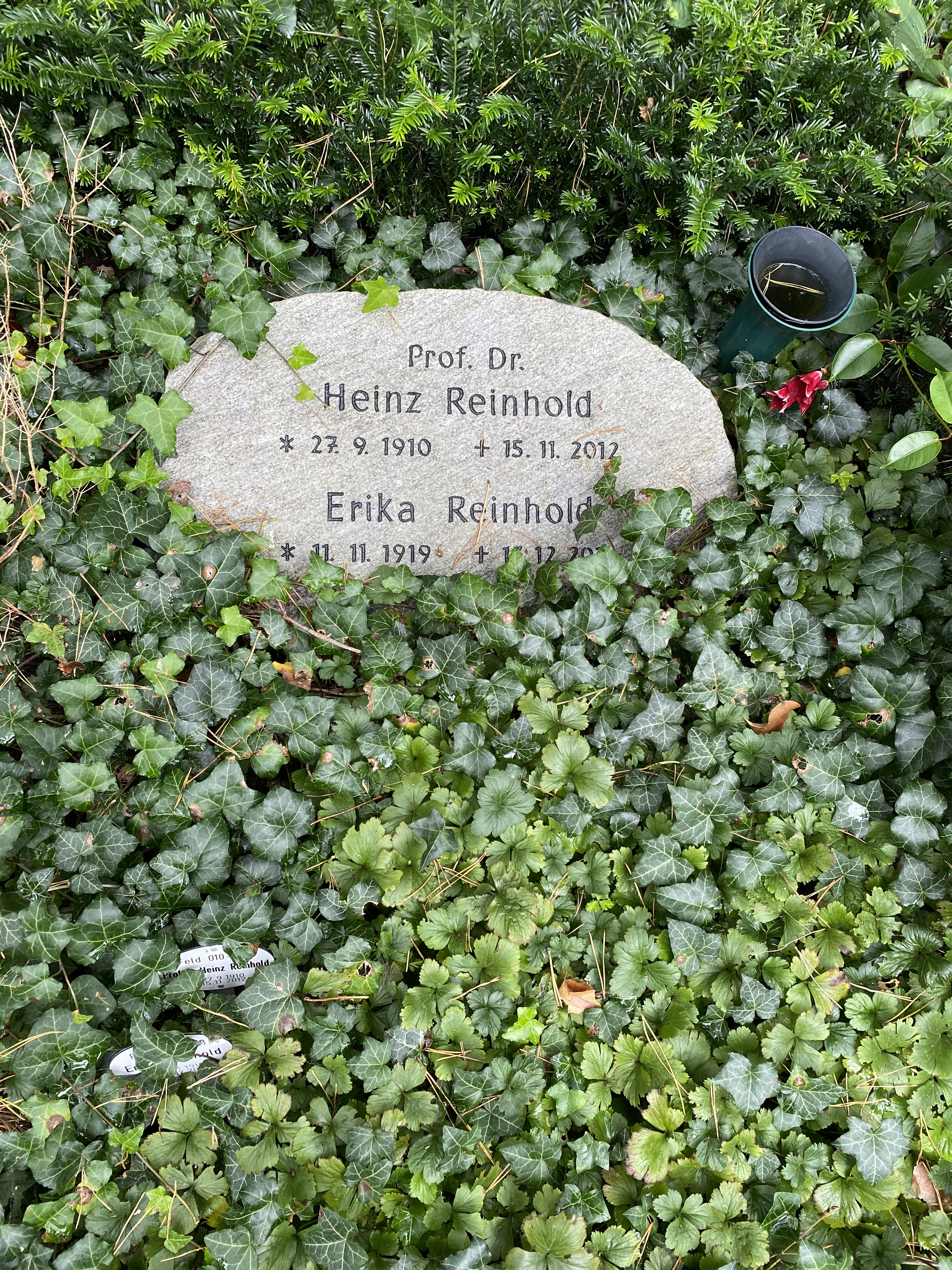
Grabstätte im Feld 010-528

### Herkunft und Ausbildung
Der evangelisch getaufte gebürtige Sachse Heinz Reinhold, Sohn des Ingenieurs Arno Reinhold und dessen Ehefrau Toska, geborene Scheffler, studierte nach dem Abitur Englisch, unter anderem bei Levin Ludwig Schücking, Französisch, Geschichte und Philosophie an der Universität Leipzig sowie an der Christian-Albrechts-Universität zu Kiel. 1937 erfolgte in Leipzig seine Promotion zum Dr. phil.

### Akademische Laufbahn
Heinz Reinhold erhielt nach seinem Studienabschluss eine Stelle als Wissenschaftlicher Assistent am Institut für Anglistik der Universität Leipzig. Nach Kriegsbeginn in die deutsche Wehrmacht eingezogen, geriet er später in sowjetische Kriegsgefangenschaft. Nach der Rückkehr habilitierte er sich 1954 als Privatdozent für das Fach Anglistik an der Ludwig-Maximilians-Universität München. 1955 wechselte Heinz Reinhold als außerordentlicher Professor an die Ruprecht-Karls-Universität Heidelberg. 1956 folgte Reinhold dem Ruf auf die ordentliche Professur der Anglistik an der Freien Universität Berlin, 1975 wurde er emeritiert. Heinz Reinhold trat insbesondere mit Beiträgen zur englischen Literaturgeschichte hervor.

### Familie und Tod
Er heiratete im Jahre 1956 Erika geborene Anspach. Aus dieser Ehe entstammten die zwei Kinder Gisela und Rüdiger.
Heinz Reinhold starb 2012 im hohen Alter von 102 Jahren in Berlin. Sein Grab befindet sich auf dem Waldfriedhof Dahlem.

## Publikationen
- Autor
- Puritanismus und Aristokratie, Dissertation, Junker und Dünnhaupt, Berlin, 1938.
- Humoristische Tendenzen in der englischen Dichtung des Mittelalters, M. Niemeyer, Tübingen, 1953.
- Der englische Roman des 19. Jahrhunderts, A. Bagel, Düsseldorf, 1976.
- Der englische Roman im 18. Jahrhundert : soziologische, geistes- und gattungsgeschichtliche Aspekte, Kohlhammer, Stuttgart, Berlin, Köln, Mainz, 1978.
- Das englische Drama 1580-1642 : Aspekte zeitgenössischer Aktualität, Kohlhammer, Stuttgart, 1982.
- Charles Dickens und das Zeitalter des Naturalismus und der ästhetischen Bewegung : eine geschmacksgeschichtliche Untersuchung, C. Winter, Heidelberg, 1990.
- Eine Kindheit in Deutschland zwischen 1910 und 1925, Kovac, Hamburg, 2000.
- In bewegter Zeit. Meine Lehr- und Wanderjahre 1926-1939, Hamburg 2003, 452 Seiten, ISBN 3-8300-1212-8
- Verlorene Jahre? Mein Leben im Krieg und in der Gefangenschaft 1939-1950, Hamburg 2002, 308 Seiten, ISBN 3-8300-0709-4
- Ein Spätheimkehrer sucht seinen Weg. Vom Hilfsassistenten in München zum Professor in Berlin 1950-1956, Hamburg 2005, 166 Seiten, ISBN 3-8300- 1744-8
- Herausgeber
- Charles Dickens; sein Werk im Lichte neuer deutscher Forschung, C. Winter, Heidelberg, 1969.